# カナダ関係記事の一覧
カナダ関係記事の一覧（カナダかんけいきじのいちらん）は、カナダに関係する記事を50音順に並べた一覧である。
- カナダ出身の人物についてはカナダ人の一覧を参照。

## あ行
- アルゴンキン州立公園
- アルバータ州 : 10州のひとつ。
- アンティコスティ島
- アンバー・マッカーサー : テレビパーソナリティ。
- ヴィジブル・マイノリティ
- ウイスキー戦争
- ウィニペグ
- ウィニペグ川
- ウィニペグ湖
- ウィニペグ国際空港
- ウェイン・グレツキー : NHLアイスホッケーの選手。カナダの国民的英雄。
- ウェスト・エドモントン・モール
- ウエストジェット航空
- ウェランド運河
- ウォータールー大学
- ウッド・バッファロー国立公園
- エア・カナダ
- エア・カナダJazz
- エア・トランザット
- エリシャ・カスバート
- L・M・モンゴメリ
- エルズミーア島
- 王立カナダ騎馬警察
- オカナガン湖
- オゴポゴ
- オー・カナダ : 国歌
- オスカー・ピーターソン
- オタワ : 連邦の首都
- オンタリオ州 : 10州のひとつ。最も人口が多い。

## か行
- カナダ海外派遣軍
- カナダ介護人連盟
- カナダグース
- カナダ勲章
- カナダ時間
- カナダ史年表 : 編年体の歴史年表
- カナダ太平洋鉄道
- カナダとアメリカ合衆国の関係
- カナダドル
- カナダにおける売春
- カナダによる宣戦布告
- カナダの河川の一覧
- カナダの空港の一覧
- カナダの州
- カナダの世界遺産
- カナダの歴史 : 歴史概略
- カナディアン・ナショナル鉄道
- カルガリーオリンピック
- ガルフ諸島
- カンポベロ島
- キングウィリアム島
- クイーンエリザベス諸島
- クイーンシャーロット諸島
- クイーンズ大学 (カナダ)
- エイドリアン・クラークソン : アジア系（香港系）女性総督
- クリプトプシー
- グリーンランド : 隣接地域。現在、デンマークの自治領として存在している
- グロス・モーン国立公園
- ケベック市
- ケベック州 : 10州のひとつ。フランス系住民が多い。
- ケベック・フランス語
- 国際航空運送協会
- コリー・ハート

## さ行
- サウスサスカチュワン川
- サスカチュワン川
- サスカッチュワン州 : 10州のひとつ。
- ザ・ボルケーノ : ブリティッシュコロンビア州にあるスコリア丘
- サンソヴェール (ケベック州)
- サンタガット・デ・モン
- サンタデール
- ジェフ・ヒーリー
- ジニー賞
- ジャスパー国立公園
- ミカエル・ジャン : アフリカ系（ハイチ系）女性総督
- ジュノー賞
- ジョージア海峡
- ジョージ・リガ
- シンプル・プラン (バンド)
- スピア岬
- スワンガード・スタジアム
- 世界の料理ショー
- セリーヌ・ディオン
- セントローレンス川

## た行
- 多文化主義
- ダルハウジー大学
- チドリー岬
- デービス海峡
- ティム・ホートン : アイスホッケー選手
- ティム・ホートンズ : コーヒー・ドーナツのチェーン店
- デンマーク : 北欧に位置する国家の一つ。グリーンランドはこの国の自治領として機能している
- トライアンフ (バンド)
- トランス・カナダ・トレイル
- トロント : カナダ最大の都市。オンタリオ州
- トロント国際映画祭
- トロント大学
- トロント・ブルージェイズ

## な行
- ナハニ国立公園
- ニュー・ケベック・クレーター
- ニューファンドランド島
- ニューファンドランド・ラブラドール州 : 10州のひとつ。
- ニューブランズウィック州 : 10州のひとつ。
- ヌナブト準州 : 3準州のひとつ。
- ネアズ海峡
- ノヴァスコシア州
- ノースウェスト準州 : 3準州のひとつ。
- ノースサスカチュワン川
- エドガートン・ハーバート・ノーマン : 外交官、日本研究家。

## は行
- バージェス動物群
- バフィン島
- バフィン湾
- ハーレム・スキャーレム
- バンクーバー
- バンクーバー島
- ハンス島 ： ネアズ海峡に位置する無人島。現在、デンマークと領有をめぐって係争中となっている。
- バンフ国立公園
- ビクトリア
- フォーゴ島
- ブライアン・アダムス
- ブラックベリー ： スマートフォン、BlackBerryを製造販売する多国籍企業
- フランク・クレア・スタジアム
- ブリティッシュコロンビア州 : 10州のひとつ。
- プリンス・エドワード島
- プリンスエドワードアイランド州 : 10州のひとつ。
- ブルース原子力発電所
- フレーザー川
- ベル・センター
- 北極諸島
- ポール・マーティン : 首相

## ま行
- マギル大学
- マクマスター大学
- マッケンジー川
- マニトバ州 : 10州のひとつ。
- ミグアシャ国立公園
- メイナード・ファーガソン
- メイプルリーフ金貨
- メルビル湖
- モレーン湖
- モントリオール : ケベック州の大都市。
- モントリオール・ノートルダム聖堂 ： 北米で最大規模のカトリック教会。

## や・ら・わ行
- ユーコン準州 : 3準州のひとつ。
- ヨーク大学
- ラッシュ (カナダのバンド)
- ラブラドル半島
- ランス・オ・メドー
- アーチボルド・ランプマン ： 詩人。
- リドー運河
- ルイ・リエル : 政治家。2つの反乱の指導者。
- ルー・マーシュ賞
- レナード・コーエン
- ロイヤル・ティレル古生物学博物館
- ロジャース・コミュニケーションズ
- ロジャース・センター
- ロバート・ポーリン ：高校生。銃乱射事件を起こす。
- ロビー・ロバートソン
- ロリーナ・マッケニット
- ロングレンジ山脈